# Maximilian von der Horst
Maximilian von der Horst (* im 16. Jahrhundert; † 19. April 1589) war Domherr in Münster.

## Leben
Maximilian von der Horst entstammte dem westfälischen Adelsgeschlecht von der Horst und war der Sohn des Dietrich von der Horst zu Milse und dessen Gemahlin Elisabeth von Haus zu Haus (Erbtochter). Sein ältester Bruder Johann wurde klevischer Marschall. Sein Bruder Rotger war, wie drei weitere Brüder, Domherr in Münster. Im Jahre 1589 kam Maximilian in den Besitz einer münsterschen Dompräbende. Er starb, bevor er emanzipiert wurde. Seine Präbende wurde am 25. August 1589 an Wilhelm von Elverveldt d. J. vergeben.